# Хирасава, Бёдзан

Работа Бёдзан Хирасава: «Охота на оленя»

Бёдзан Хирасава (яп. 平沢屏山 Хирасава Бёдзан, 1822 — 1876) — японский художник, получивший известность как бытоописатель айнов острова Хоккайдо, среди которых он прожил долгое время.

## Творчество
Рисовал тушью, акварелью, гуашью, серебром, бронзой. Его работы имели успех у иностранных туристов, которые охотно их покупали, и в итоге в японские музеи попало только 4 рисунка этого художника. Всего известно не более 60 работ Хирасава. Самая большая коллекция (из 12 акварелей) хранится в фондах Омского музея изобразительных искусств им. М. А. Врубеля, куда они поступили в 1987 году из собрания академика Е. М. Лавренко.  В Британском музее представлено 3 работы. Расшифровкой сюжетов занимались этнографы и историки университета Тиба и Токийского национального музея.
В своих работах мастер изобразил традиционный уклад жизни айнов: сцены охоты, рыбной ловли, ритуальных праздников и административных встреч. Используя многолетний опыт общения с этим народом, художнику удалось передать их самобытную материальную и духовную культуру.